# Das Geheimnis der roten Maske
Das Geheimnis der roten Maske (Originaltitel: Il terrore della maschera rossa) ist ein 1959 gedrehter, italienischer Abenteuerfilm von Luigi Capuano.

## Handlung
Im späten Mittelalter in Italien: Der Ritter Marco und seine beiden einfältigen Gefährten Uguccione und Fanello kommen als Söldner zu dem Burgherrn Astolfo, der nach dem Tod seines Bruders die Grafschaft Roccarosa als Vormund seiner Nichte Jolanda regiert. Mit hohen Steuern und rücksichtslosem Einsatz seiner Soldaten unterdrückt Astolfo das Volk, doch seine Soldaten werden immer wieder von Rebellen überfallen, deren Anführer eine rote Maske trägt, und nicht einmal die Rebellen kennen die Identität ihres Anführers.
Bei einem Tanz der Zigeunerin Karima reißt sich ein Bär los, doch Marco kann den Bären besiegen. Sowohl Karima, als auch Jolanda werden dadurch auf den attraktiven Marco aufmerksam. Das passt Astolfo gar nicht, denn wenn seine Nichte heiratet, wird ihr Mann automatisch der neue Herrscher. Doch auch Egidio der Kommandant der Soldaten hat sich in Jolanda verliebt.
Als Astolfo den Zigeunern von seinen Soldaten gestohlene Waren unterschieben lässt, setzt sich Marco für die Zigeuner ein und flieht mit Karima. Dabei werden sie von den Rebellen der roten Maske vor den Soldaten geschützt. Uguccione und Fanello schleichen sich unterdessen als Mönche verkleidet in die Burg, um Fanellos Affen Frieda dort herauszuholen. Doch sie werden erkannt und können sich gerade noch im Gemach von Jolanda verstecken, die sie durch einen Geheimgang aus der Burg bringen kann. Sie gibt ihnen auch eine Nachricht an Marco mit, wo sie ihn treffen heimlich treffen will. Als die beiden Marco die Nachricht übermitteln, werden sie von Karima belauscht. Aus Eifersucht verrät sie Astolfo den Treffpunkt und Marco wird bei dem Treffen gefangen genommen. Astolfo will Marco öffentlich hinrichten lassen, doch die Rebellen stürmen die Burg. Egidio, der dabei tödlich verletzt wird, beichtet Jolanda, dass Astolfo ihren Vater vergiftet hat, um an die Macht zu kommen.
Aus Angst vor den Rebellen der roten Maske flieht Karima in das Gemach von Jolanda und findet dort in einem Versteck die Verkleidung der roten Maske. Sie erkennt, dass Jolanda die rote Maske ist und sie auch in ihrem Gemach keine Rettung finden wird. Darum zieht sie sich selbst die Verkleidung an und hofft, so aus der Burg zu entkommen. Astolfos Soldaten sind den Rebellen unterlegen, aber er glaubt, doch noch zu siegen, als er mit einem Wurfmesser Karima tötet, weil er sie für die rote Maske hält. In einem Zweikampf besiegt Marco Astolfo und wird als Mann von Jolanda der neue Herrscher der Grafschaft.

## Kritik
„Mantel- und Degenfilm von der Stange; etwas ruppiger als das Gros des Genres.“

## Veröffentlichung
Unter dem Originaltitel "Il terrore della maschera rossa" wurde der Film zuerst am 23. Januar 1960 in Italien gezeigt. Der deutsch synchronisierte Film wurde unter dem Titel „Das Geheimnis der roten Maske“ zuerst am 30. September 1960 in West-Deutschland gezeigt.

## Sonstiges
Lex Barker in der Hauptrolle des Söldners Marco wurde etwa zwei Jahre später mit der Rolle des „Old Shatterhand“ in „Der Schatz im Silbersee“ im deutschsprachigen Raum zum großen Star.

## Synchronisation
- Marco – Peter Pasetti
- Astolfo – Wolfgang Eichberger
- Jolanda – Helga Trümper